# Света Параскева (Клима)
Вижте пояснителната страница за други значения на Света Параскева.
„Света Параскева“ (на гръцки: Αγίας Παρασκευής) е православна църква в населишкото село Клима (Фуркач), Егейска Македония, Гърция, част от Сисанийската и Сятищка епархия.
Храмът е късносредновековна каменна гробищна църква. В архитектурно отношение е еднокорабен храм с трем на запад. В олтарното пространство има стенописи от XVII и XVIII век, а в наоса от XIX и XX век.
В 1997 година църквата е обявена за защитен паметник.